# Saša Makarová
Saša Makarová (* 13. Juni 1966 in Košice) ist eine österreichisch-slowakische zeitgenössische Malerin. Ihr Werk ist stilistisch zwischen den Neuen Wilden und den Fauvisten zu verorten.

## Leben und Werk
Alexandra „Saša“ Makarová wurde in Košice, Slowakei, geboren und studierte von 1987 bis 1991 an der Akademie der bildenden Künste in Bratislava (Vysoká škola výtvarných umení Bratislava) Malerei. Mit dem Fall der Mauer und der Öffnung des Eisernen Vorhangs übersiedelte sie 1991 nach Österreich und studierte an der Hochschule für Angewandte Kunst in Wien, in der Meisterklasse des Malers und Bildhauers Professor Adolf Frohner, der den Wiener Aktionismus geprägt hatte und unter anderem 1970 auf der Biennale Venedig gezeigt wurde. 1997 beendete sie ihr Studium mit einem Begabtenstipendium und einem Diplom mit Auszeichnung. Es folgten Studienaufenthalte in Nepal, Iran, Indien, Vietnam, Laos, Kambodscha, Burma, Japan und China. 
Seit ihrer ersten Einzelausstellung 1996 in der Stadtturmgalerie in Innsbruck werden ihre Werke in zahlreichen Einzelausstellungen, Gruppenausstellungen und Messeteilnahmen gezeigt, wie dem Museum Morsbroich, dem Künstlerhaus Wien, der Galerie Hilger, Wien, der Galerie Friedmann-Hahn, Berlin, sowie der Art Karlsruhe, der Viennafair und der ARCO Madrid, Madrid. Makarovás Gesamtwerk ist eine figurative Auseinandersetzung mit dem Thema „Frau und Weiblichkeit“. In Form von herausfordernden Selbstporträts, mit pastos aufgetragenen floralen und ornamentalen Elementen, die an Henri Matisse erinnern, aber auch an die expressive Farbgebung der Brücke-Maler. Dazu arbeitet sie mit Sujets aus Mythen und Märchen, mit denen sie sich in ihren Bildern eine eigene Welt erschafft, angelehnt an die gestische Malerei der Fauves, der Neuen Wilden, zu deren Hauptvertretern in Österreich Adolf Frohner zählte, sowie die Maler und Aktionskünstler Hermann Nitsch und Hubert Schmalix. Makarová mischt ihre Ölfarben selbst, mit intensiv leuchtenden Pigmenten, die ihrem Farbauftrag eine bewusste Körnigkeit verleihen. Das Bild wächst so gleichsam aus der Leinwand heraus. Anklänge, wie die holzschnittartigen Figuren und leuchtende, intensiven Farben, erinnern an Ernst Ludwig Kirchner oder Emil Nolde. Eine Kunst um ihrer selbst willen ist Makarovás Malerei nicht. Stets ist der Stil, die Wahl von Farbe und Form, bewusstes Mittel von Makarova, um den Betrachter zu animieren sich auf eine emotionale Reise in das Seeleninnenleben der Künstlerin zu begeben: Die Bilder fangen intime Szenen spannungsgeladener Mehrdeutigkeit ein, gekleidet in den ästhetischen Mantel der Sinnlichkeit. Sie erzählen in mythologischer Form von Liebe, Abhängigkeiten und Sexualität, stets aus dem Blickwinkel einer selbstbestimmten Weiblichkeit.

## Ausstellungen (Auswahl)

### Einzelausstellungen
- 2001: Saša Makarová. Liebe und andere Grausamkeiten des Lebens, Siemens_artLab, Wien
- 2006: Saša Makarová, Verborgene Wünsche. Museum im Künstlerhaus Wien, Wien[1]
- 2009: Saša Makarová. Sono cosi innocente, Museo del Risorgimento e della Resistenza, Ferrara[2]
- 2009: Saša Makarová, Múzeum Vojtecha Löfflera, Košice

### Gruppenausstellungen
- 2001: CENTRAL -Neue Kunst aus Mitteleuropa, Museum Morsbroich, Leverkusen
- 2002: Junge KünstlerInnen aus der artLab Sammlung Siemens, Niederösterreichisches Dokumentationszentrum für moderne Kunst, St. Pölten
- 2002: Central, Mannheimer Kunstverein
- 2010: Contemporary View of Woman Reading, Forbes Museum, New York
- 2013: Ask for Haydn. Blicke aus der Gegenwart, Landesgalerie Burgenland, Eisenstadt

## Rezeption
„Beim Betreten von Makarovás „Bühnen“ führt sie uns in phantastische, dem Betrachter entgegentaumelnde Farbnovellen; über all dem schwebt eine geheimnisvolle Unruhe. Linie und Klang, Farbe und Dichtung vertreten Stimmungen und Gedanken einer sehr persönlichen Sicht der menschlichen Begegnungen, gemalt mit eigenständiger Handschrift und der ihrem Werk anhaftenden Neigung zum Expressiven. […] Der Blick der „Matrosin“ unter blumenbehangenen Ästen ins leere Glas des Lebens –wo auch immer – zeigt uns Aufruf und Verlockung zur Pflicht, Erotik als Grundlebensmittel zu erkennen. Makarovás Frauenbilder sind Aufforderung, Menschenblumen zu entkleiden, sind Aufforderung, diese Tätigkeit als Schöpfungsbeteiligung zu sehen. Das macht ihre Bilder notwendig und einmalig… oder zweimalig: Frauen werden schön geboren.“

„Auf der Suche nach einer Möglichkeit einer Repräsentation ihrer selbst und ihres Geschlechts verwandelt die Malerin ihr Medium zum Seismogramm individueller Empfindungen und schafft gleichzeitig anderen Gelegenheit, sich mit ihren Sujets zu identifizieren. Routiniert kodiert in farbig gestaltete Flächen und zu dechiffrierende komplexe Symbolik, entfaltet sich vor uns ein origineller privater Kosmos, in welchem sich die spannungsreiche Kraft und intellektuelle Dynamik ambivalenter Sinngehalte manifestieren.“

„Matisse Jüngerin, ich glaube grosze (sic!) Natur: ist gleich Kunst.“